# Mojlos
Mojlos (también transcrito como Mochlos; en griego, Μόχλος) es un yacimiento arqueológico de Grecia ubicado en la parte septentrional de la isla de Creta, en la unidad periférica de Lasithi y en el municipio de Sitía. La parte principal del yacimiento está en el islote de nombre Mojlos o Agios Nikolaos, que en la Edad del Bronce se encontraba unido a Creta por un istmo. Otra parte del yacimiento está en la llanura costera que está enfrente de la isla, donde actualmente existe un pueblo llamado también Mojlos. 

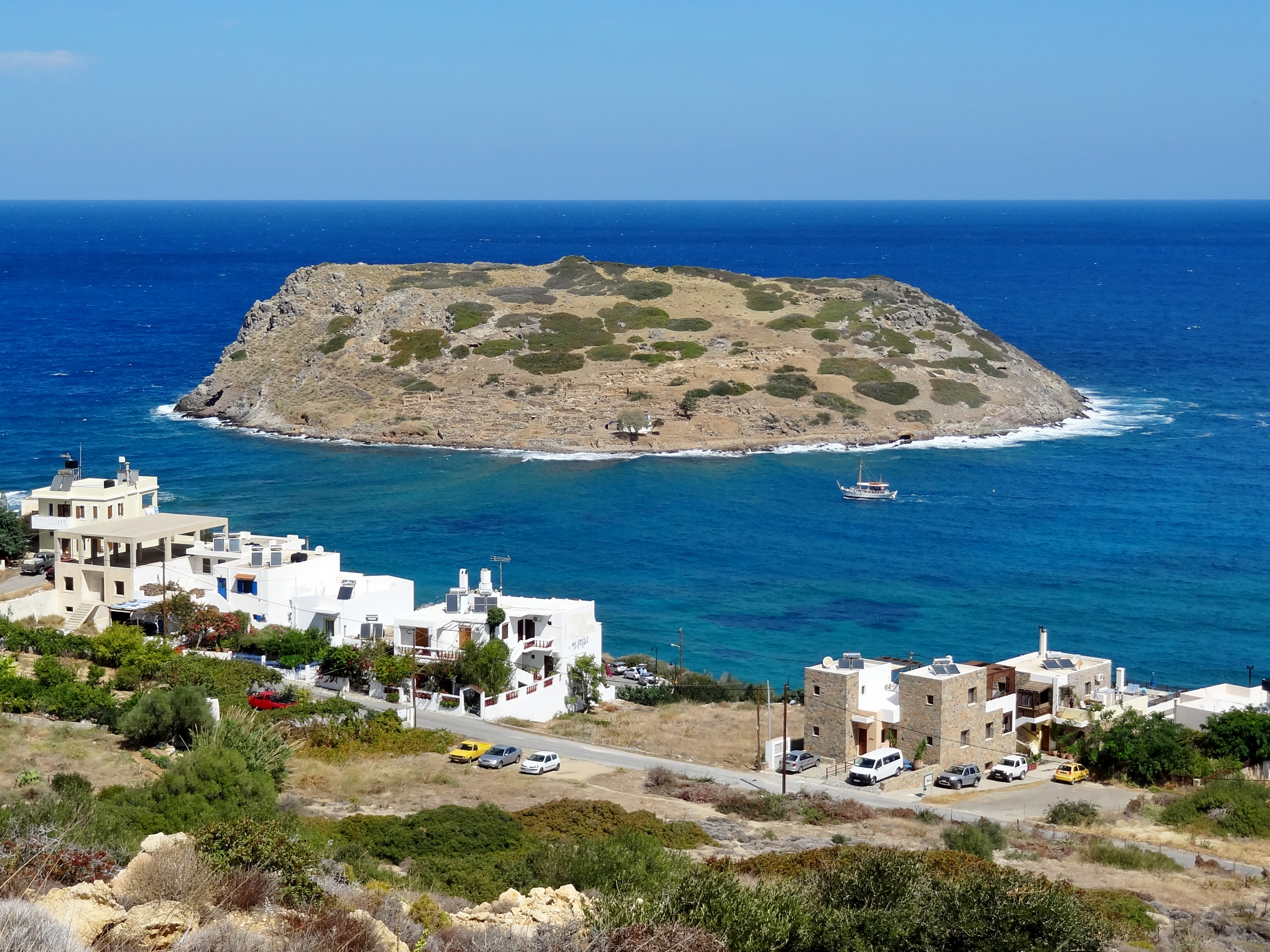
Vista del islote de Mojlos.

## Excavaciones
Este yacimiento fue excavado por primera vez por Richard Seager en 1908. Nikolaos Platón volvió a realizar excavaciones en la zona a partir de 1950. En 1955, las exploraciones submarinas llevadas a cabo por Leatham y S.Hood permitieron confirmar que  el nivel del mar había aumentado 1 o 2 metros desde época romana y que anteriormente el islote estaba unido a Creta por un istmo. En 1971-1972 y 1976 hubo nuevas excavaciones que fueron dirigidas por Costis Davaras y Jeffrey Soles. Por último, desde 1989 hasta la actualidad viene desarrollándose un proyecto de excavaciones de Mojlos dirigido por Davaras y Soles.

## Características
En este yacimiento se han encontrado los restos de un asentamiento minoico, con sus correspondientes necrópolis, que abarca desde el periodo minoico antiguo IA hasta el minoico reciente IIIC, además de restos de los periodos helenístico, romano y bizantino. En los periodos minoico antiguo II y III, Mojlos era el mayor centro de población de Creta, con unos 200 o 300 habitantes; pero experimenta un declive a partir del minoico medio IA. Tuvo un segundo periodo de auge en el periodo neopalacial pero no parece haber llegado al nivel de importancia que tuvo en el periodo prepalacial.
Se han encontrado enterramientos en pithoi, en refugios de roca y en tumbas cavadas en el suelo, además de algunas tumbas monumentales en las que han hallado diademas de oro, copas de plata, vasos de piedra y fayenza. Se ha sugerido que estas pertenecían a la más alta jerarquía social del asentamiento, que podría haber sido política o religiosa. La mayoría de las tumbas descubiertas se realizaron en el minoico antiguo II (hacia el 2900 a. C.) pero siguieron siendo usadas hasta el minoico antiguo III. Unas pocas se utilizaron en el minoico medio IA y algunas se reutilizaron en el minoico reciente, que es cuando aparecen enterramientos en «pithoi».
Un hallazgo singular es un sello cilíndrico de hematita, que fue descubierto en la denominada «tumba λ», del que se ha establecido que fue importado de Siria y que fue hallado en un contexto estratigráfico del periodo minoico medio IB. Por otra parte, sobre la «tumba θ» había una estructura pequeña rectangular que contenía una importante cantidad de obsidiana.

## El barrio de la artesanía
El barrio de la artesanía de Mojlos se situaba en la llanura de la costa, enfrente del islote. Formaban parte del mismo cuatro edificios, cuyo único periodo de ocupación fue el minoico reciente IB y fueron destruidos al final de este periodo por un incendio.
Eran edificios de una sola planta y las principales actividades artesanales que se desarrollaban en ellos eran la talla de objetos de piedra, metalurgia del cobre y bronce, la producción de cerámica y la producción de tejidos, además de actividades de mantenimiento como la cocina. Abundaban los recipientes para el consumo de alimentos como tazas y cuencos. Algunos datos adicionales destacables son que en este barrio no se han encontrado grandes recipientes de almacenamiento; que las cocinas se encontraban aisladas del interior de los  edificios, al igual que en el yacimiento de Furnu Korifí; y que cada edificio de este barrio contenía una sala que tenía la función de santuario.

Algunos objetos minoicos encontrados en Mojlos
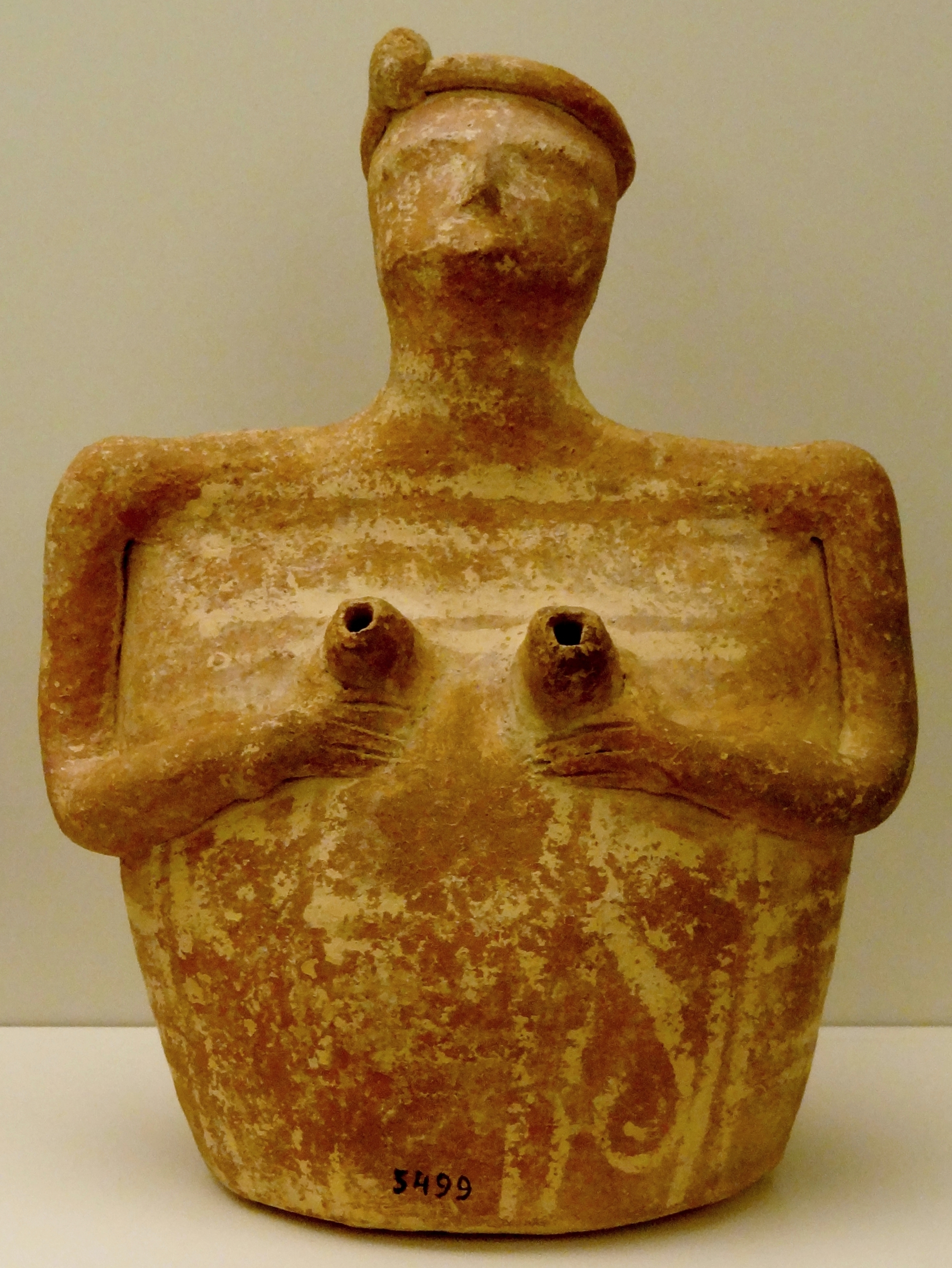
Ritón con forma de mujer, del 2300-2200 a. C., Museo Arqueológico de Heraclión.
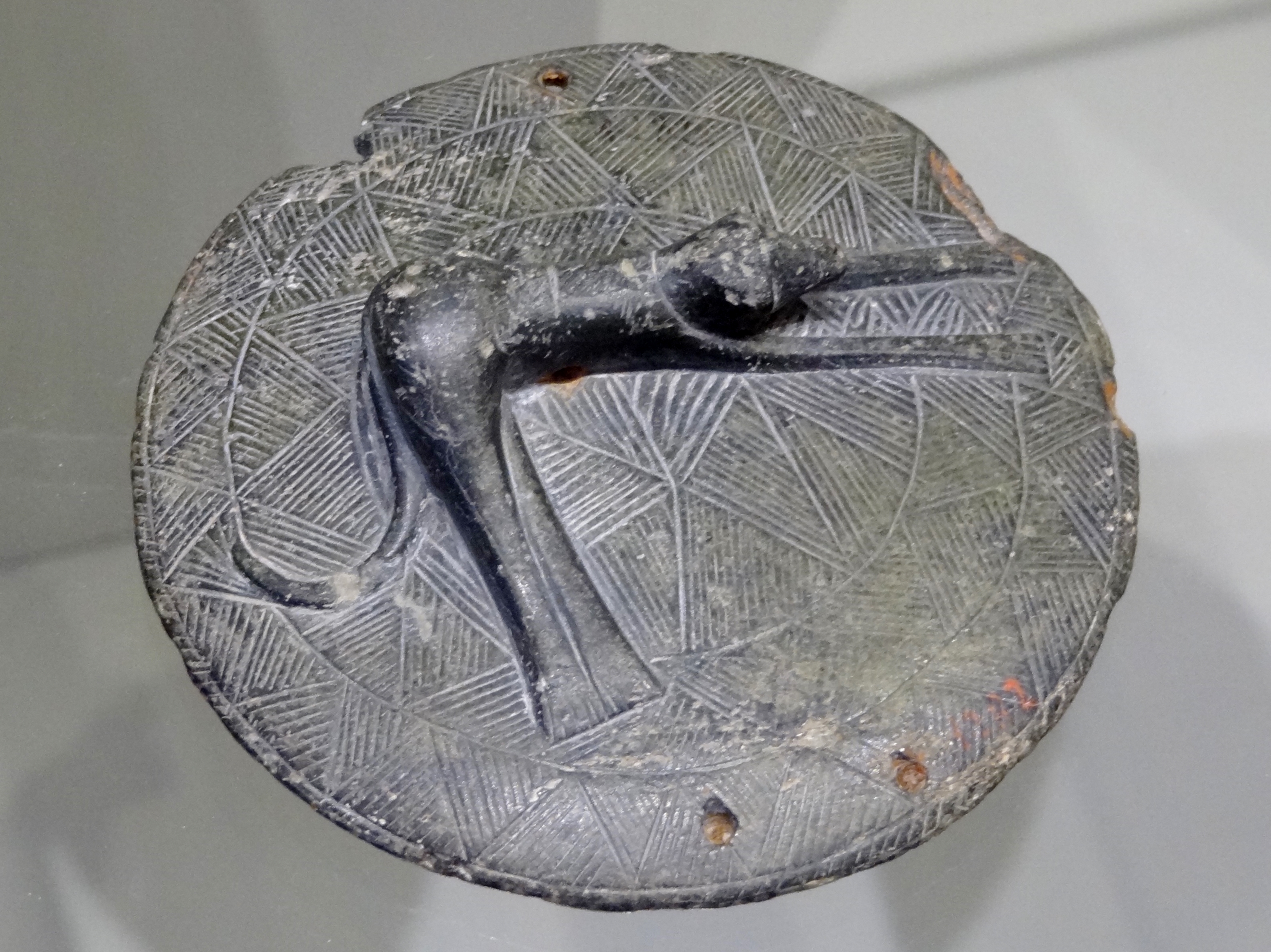
Tapa de pixis de pizarra verde con un perro representado, del 2500-2000 a. C., Museo Arqueológico de Heraclión.
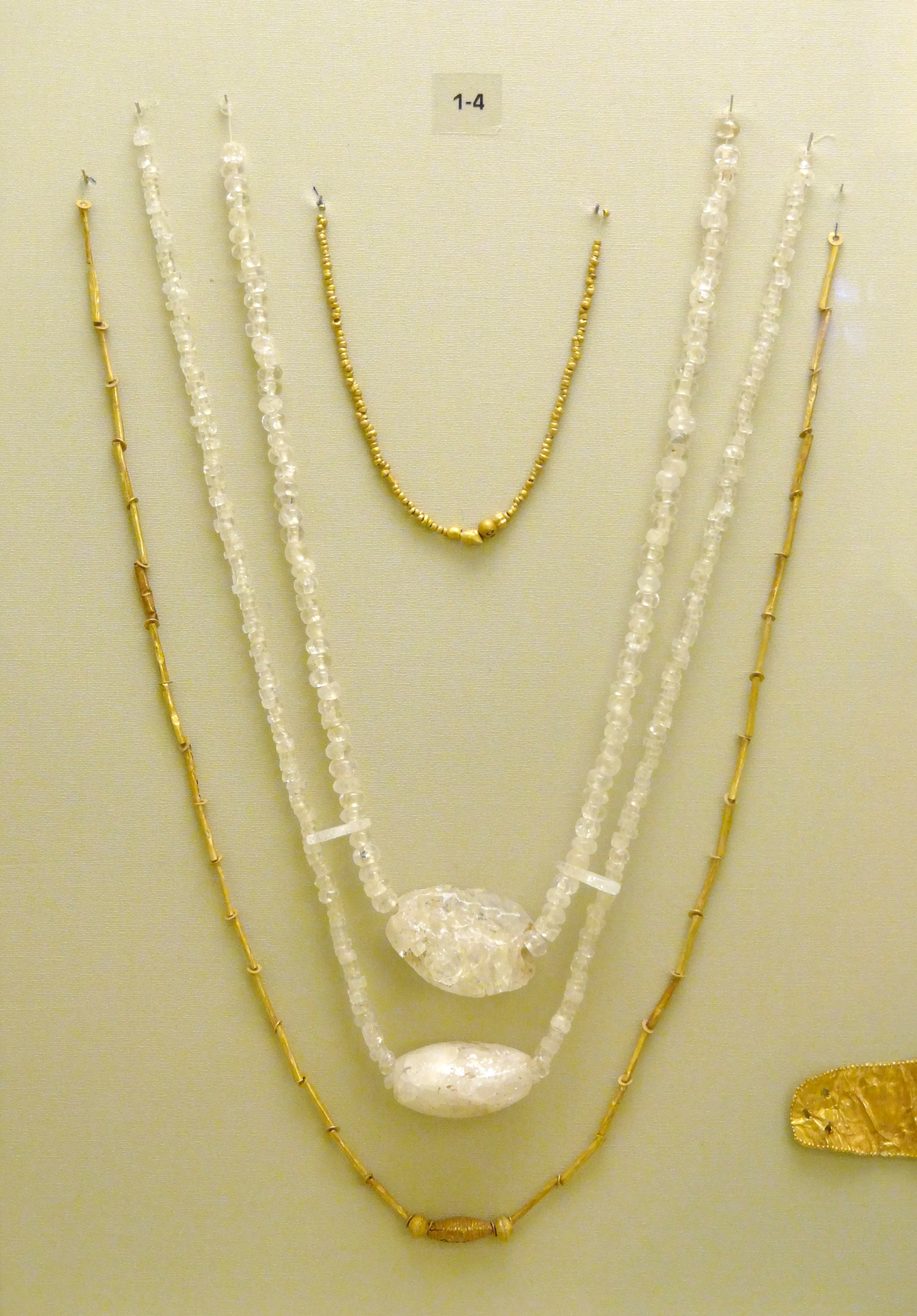
Collares de oro y cristal de roca, 2500-1600 a. C., Museo Arqueológico de Heraclión.
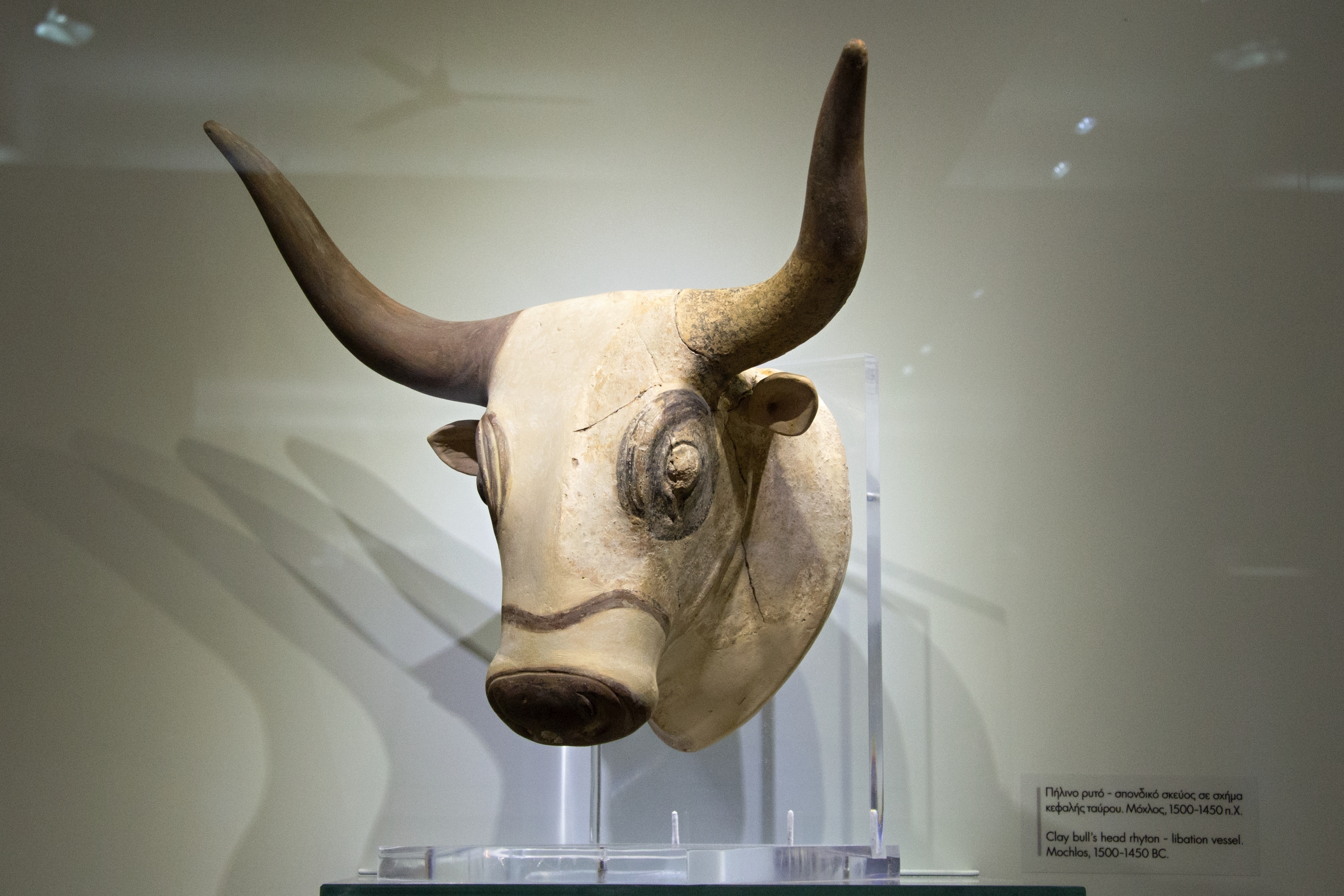
Ritón con forma de cabeza de toro 1500-1450 a. C., Museo Arqueológico de Heraclión.